# Список дипломатичних місій Греції

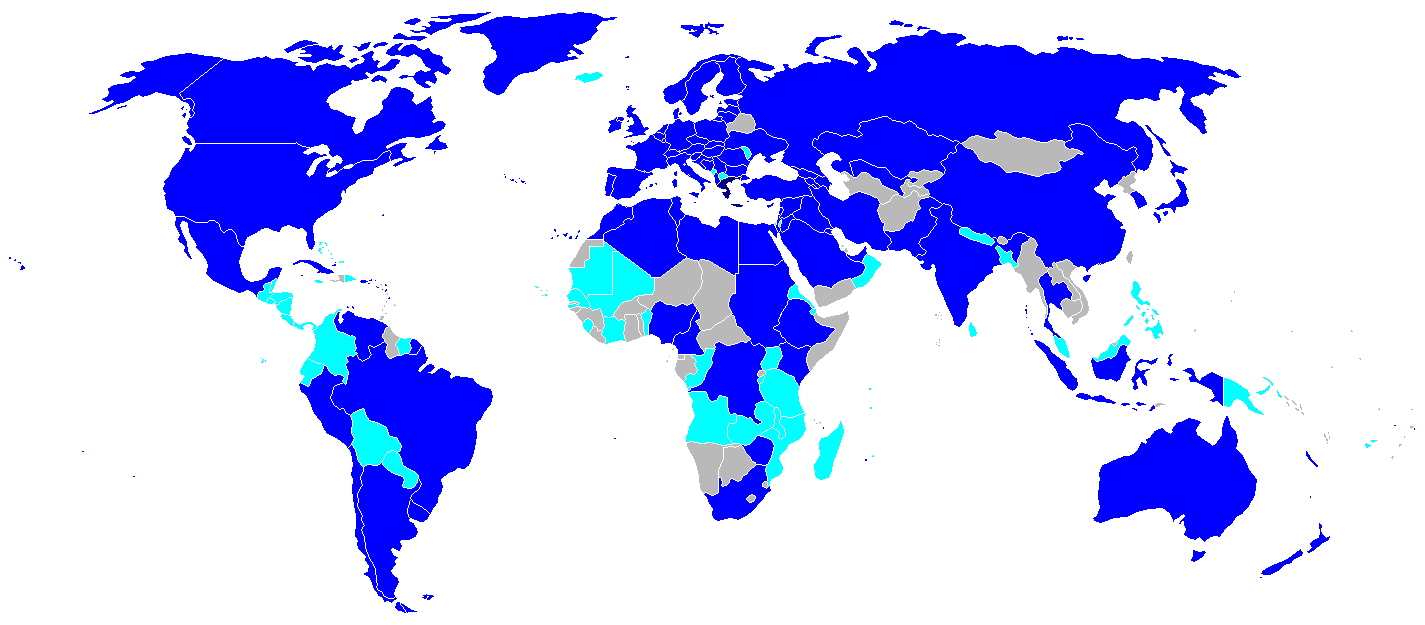
Дипломатичні відносини Греції:
рівень посольства
рівень консульства

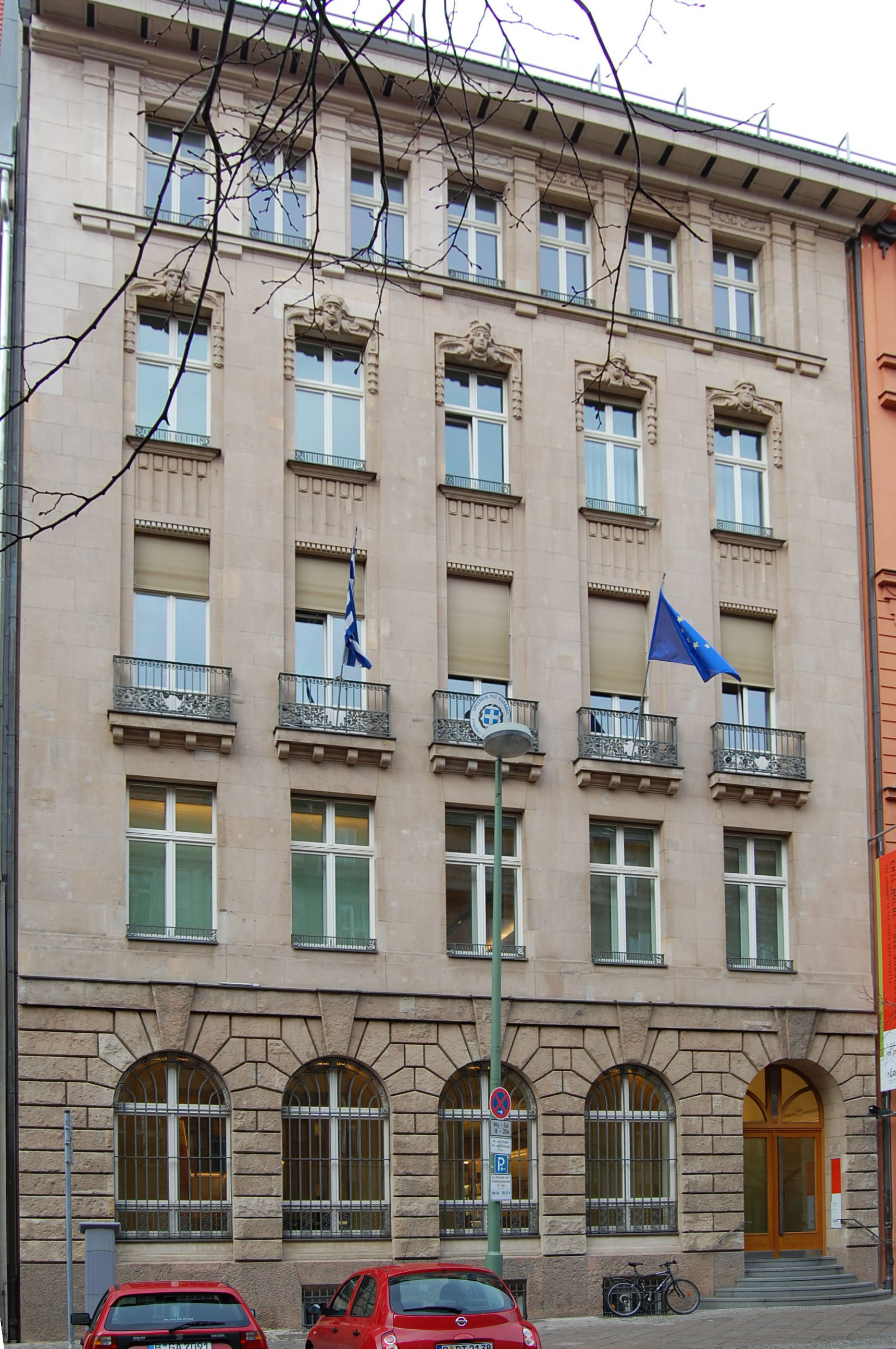
Посольство Греції, Берлін

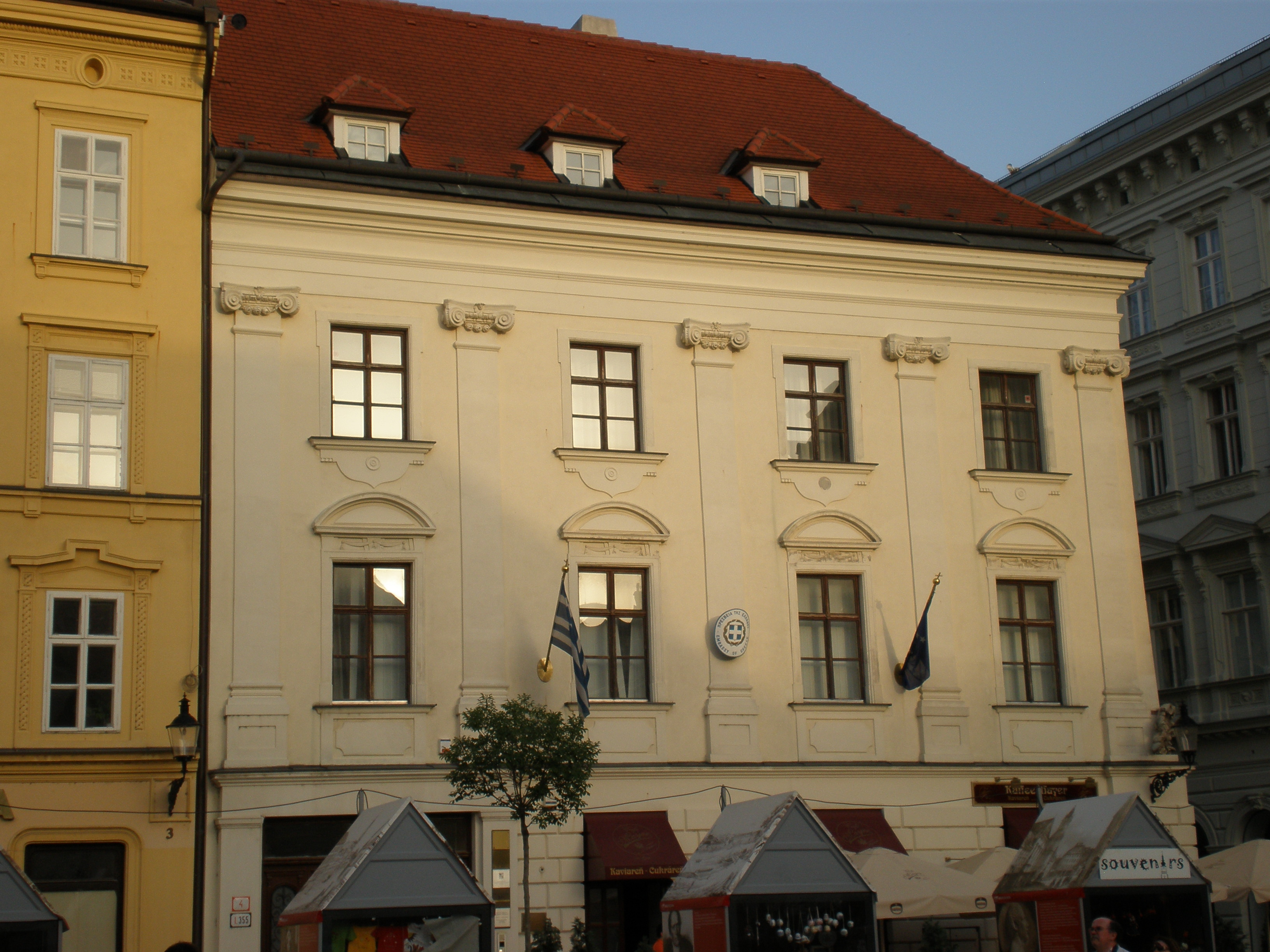
Посольство Греції, Братислава

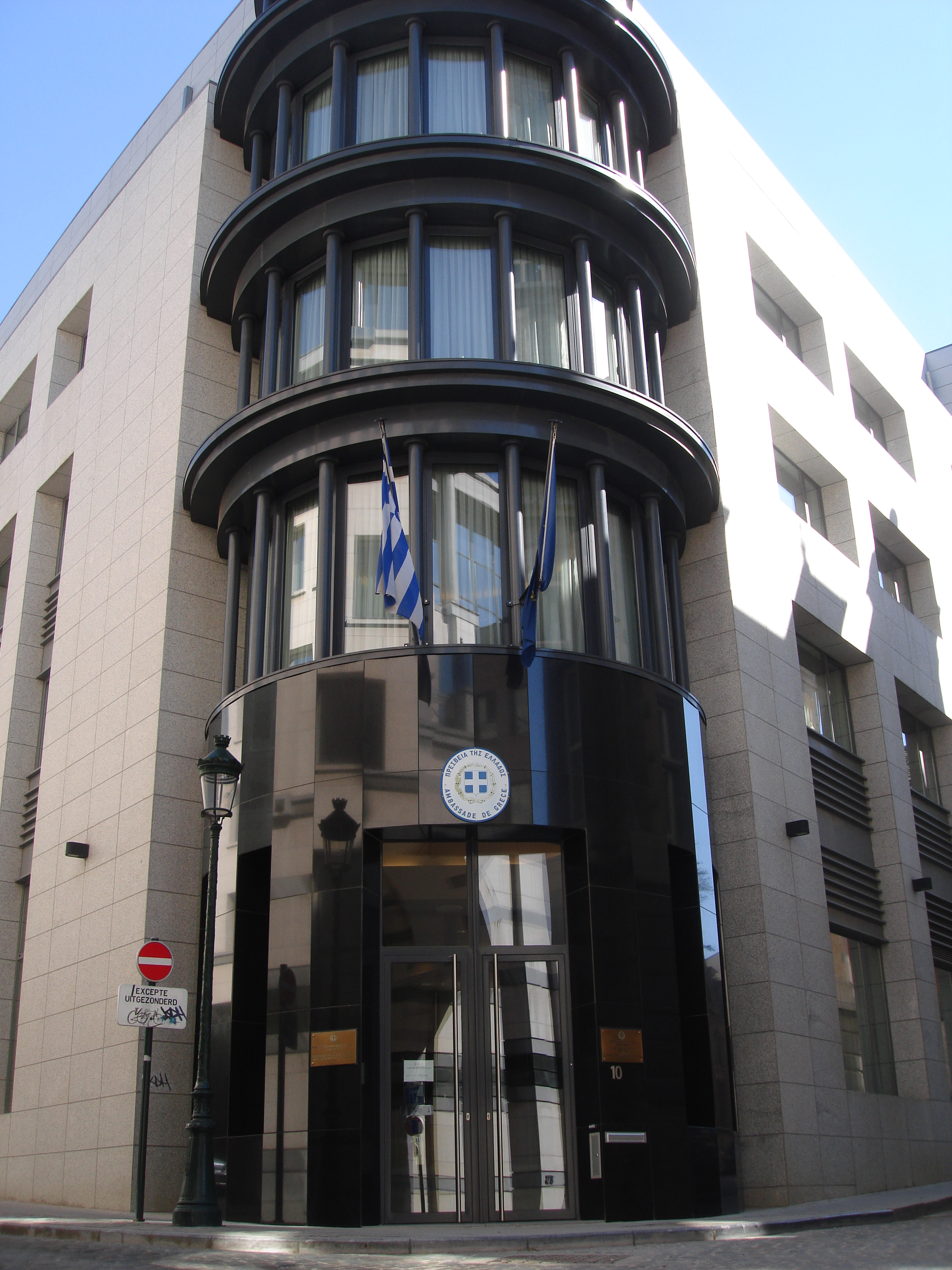
Посольство Греції, Брюссель

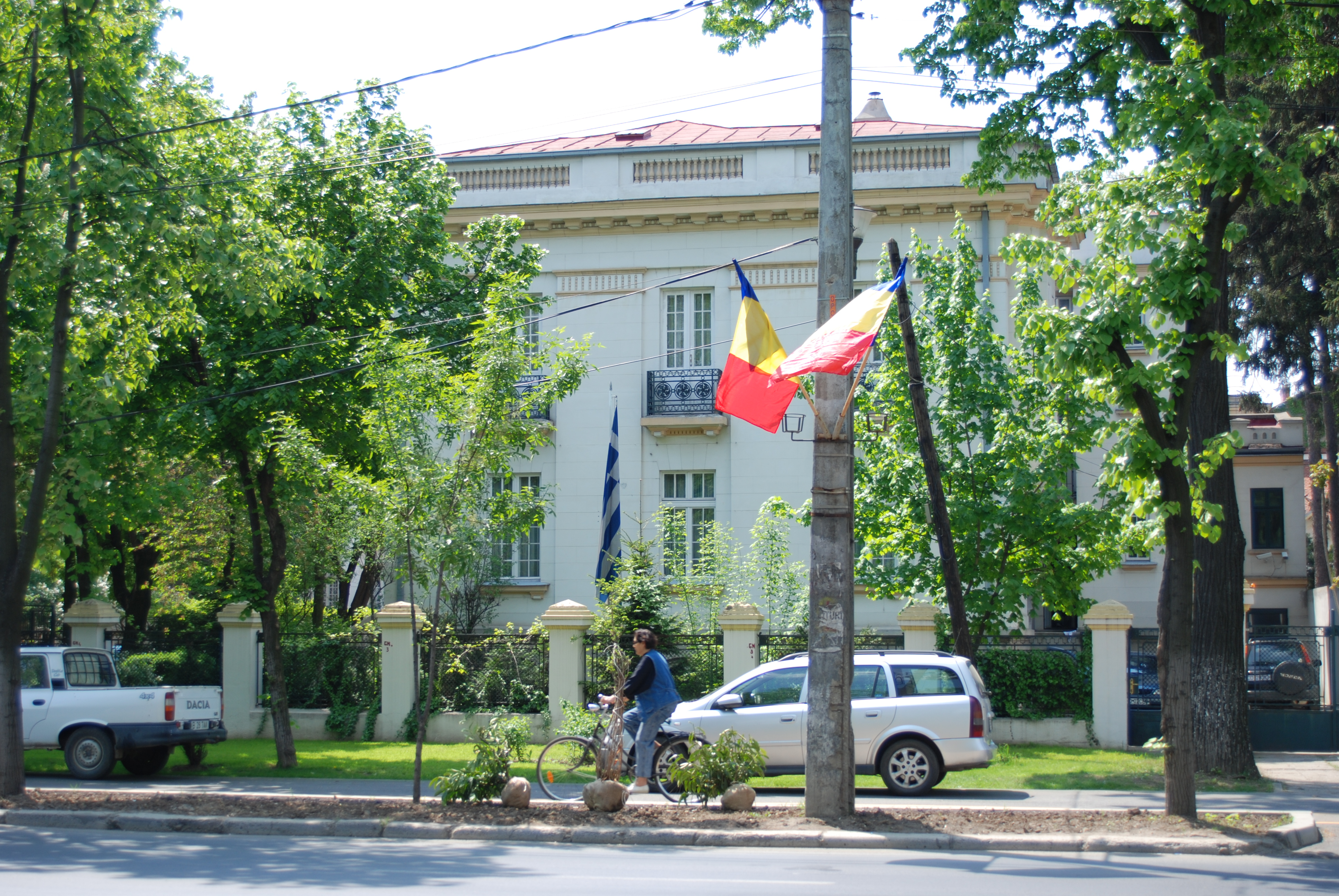
Посольство Греції, Бухарест

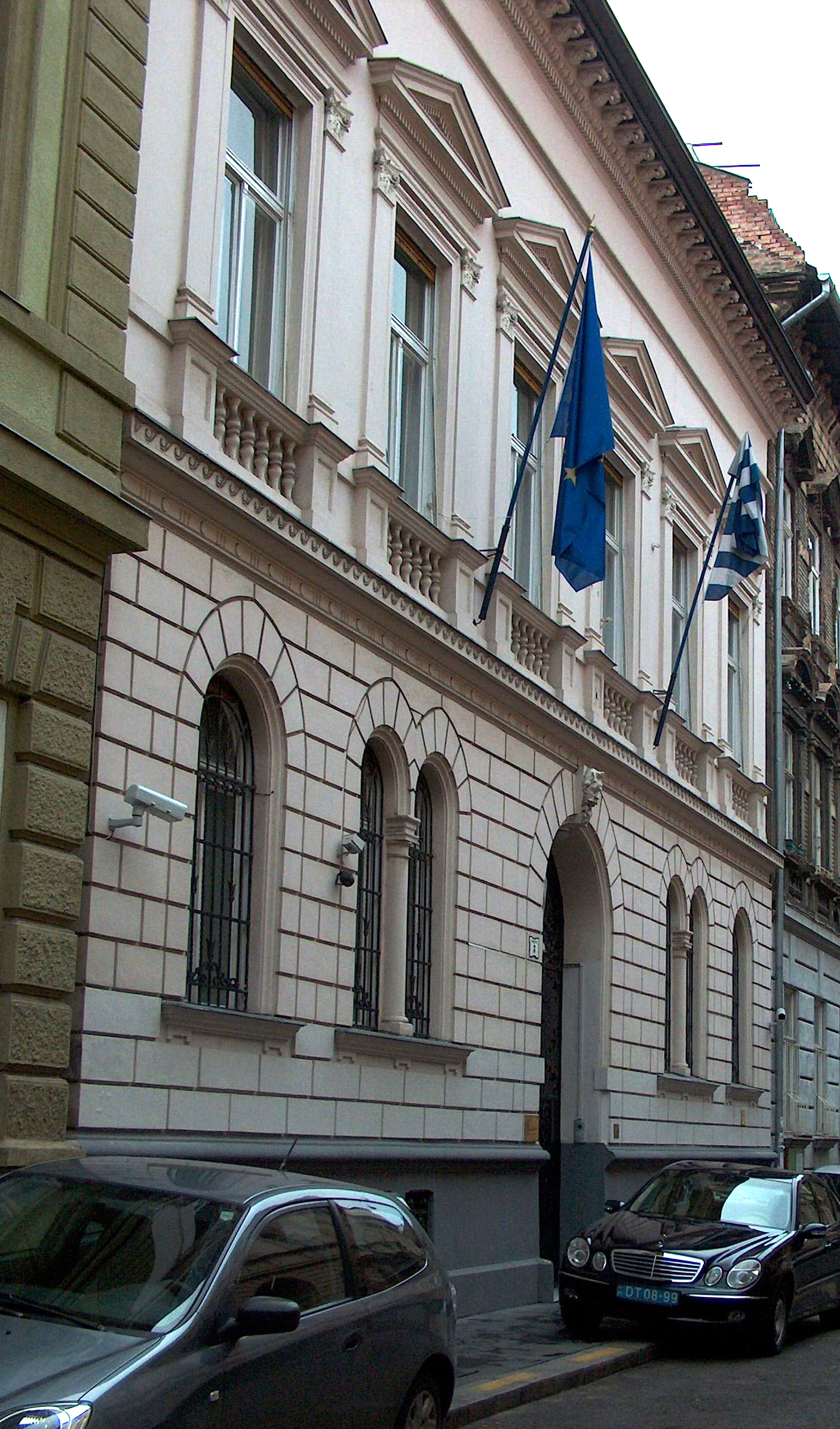
Посольство Греції, Будапешт

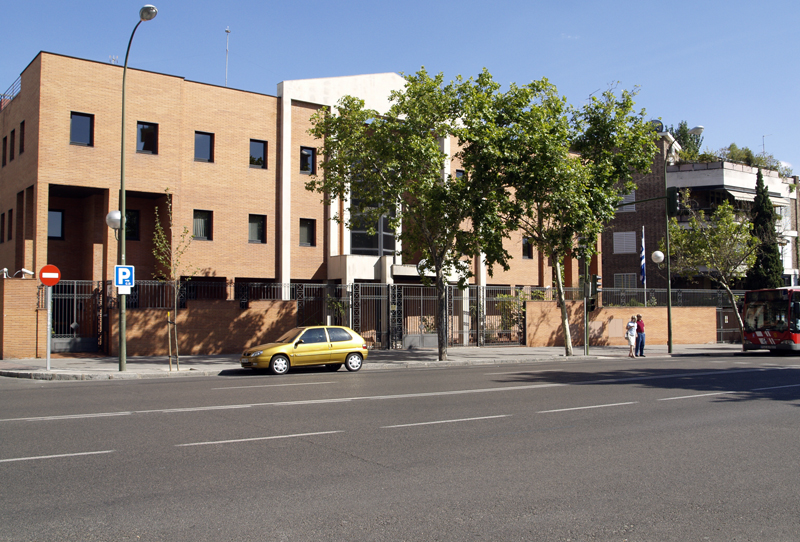
Посольство Греції, Мадрид

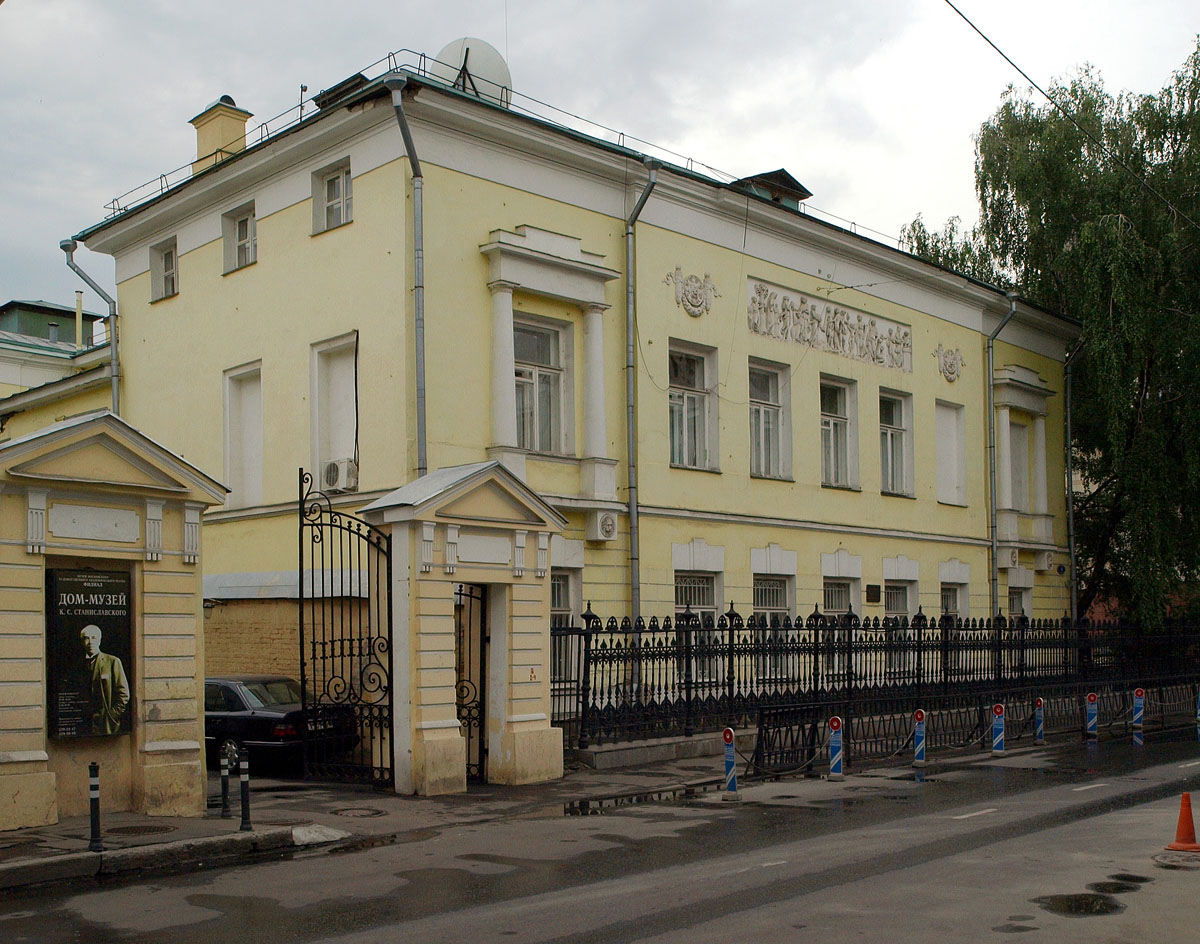
Посольство Греції, Москва

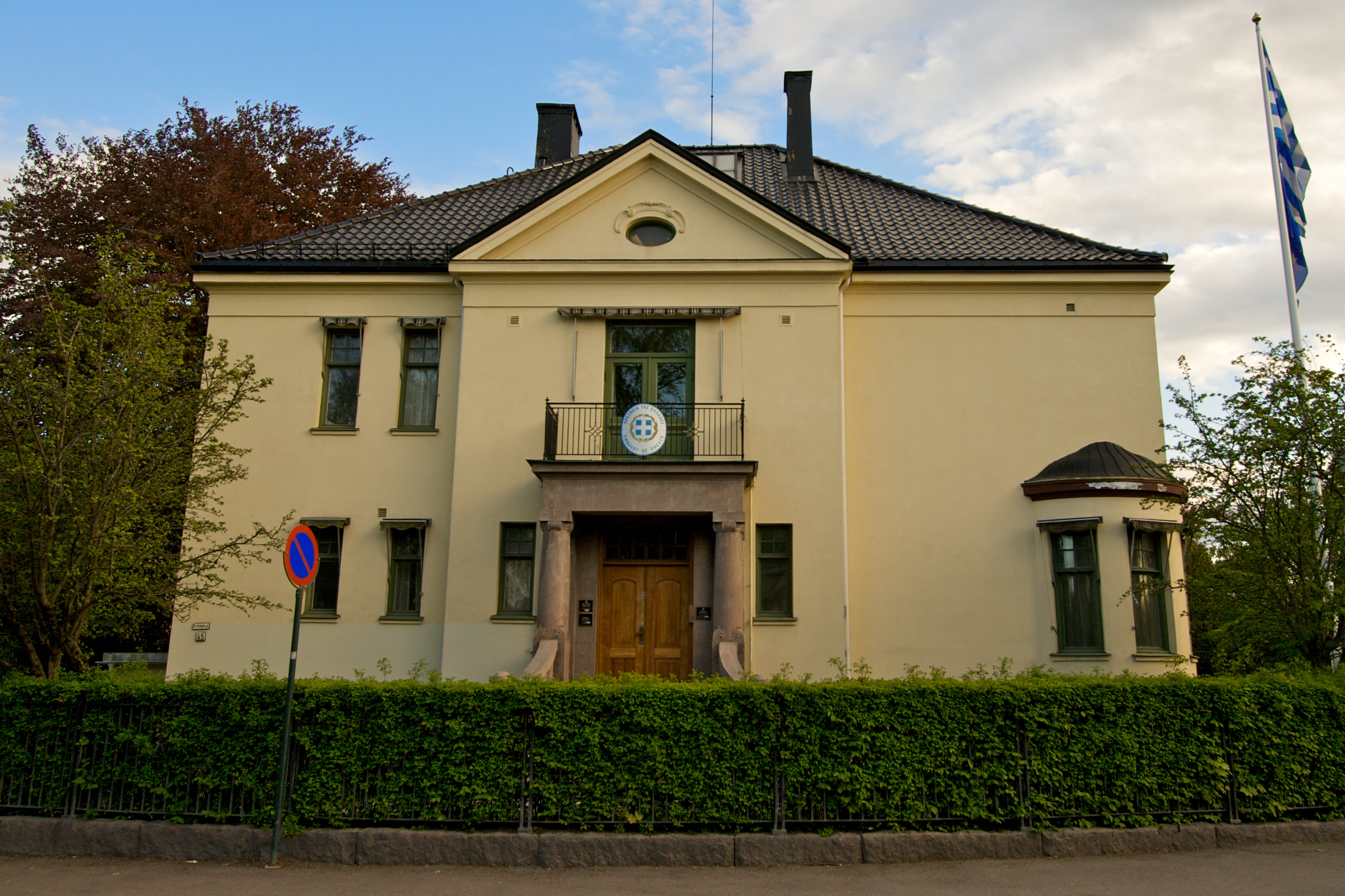
Посольство Греції, Осло

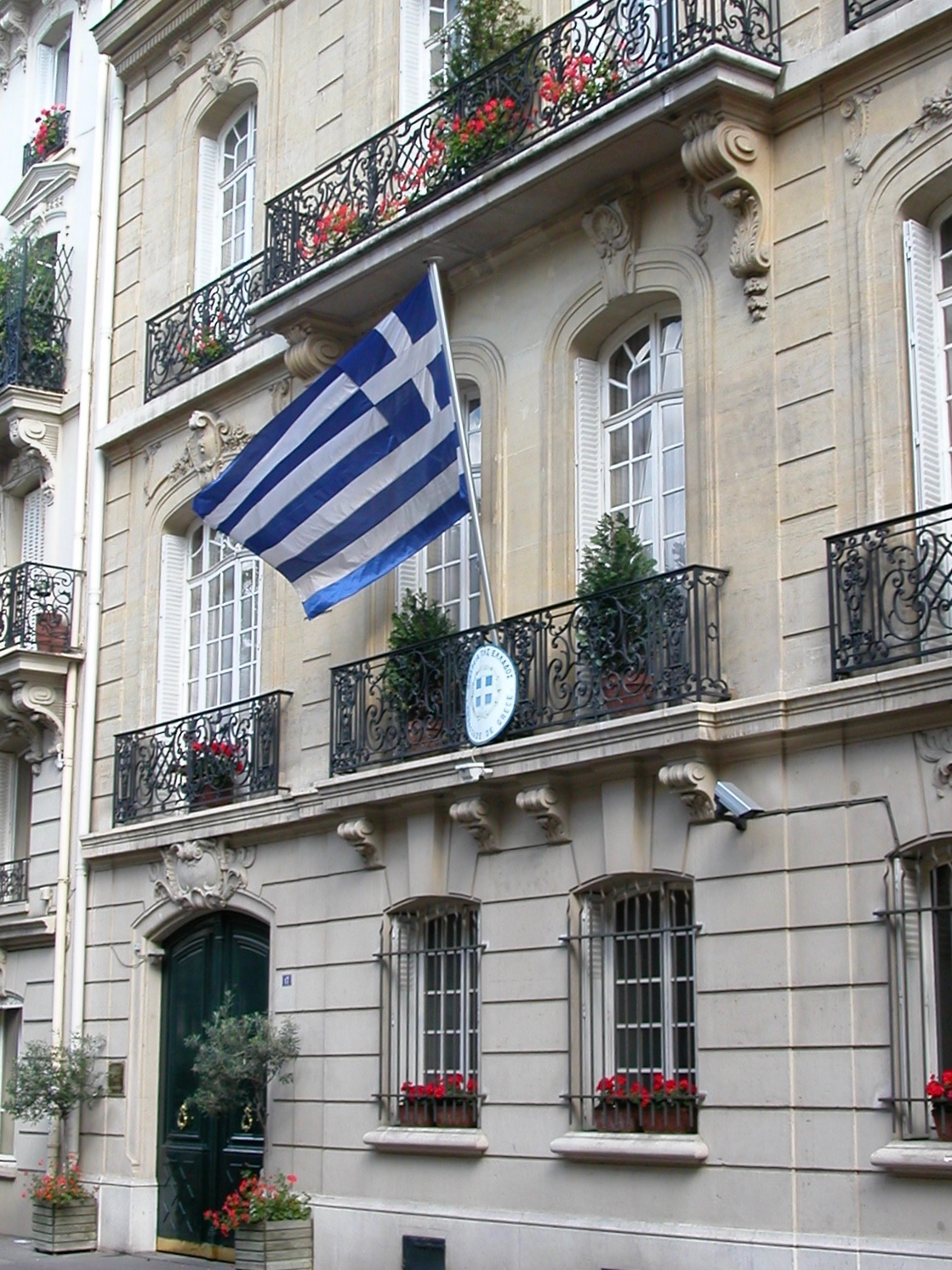
Посольство Греції, Париж

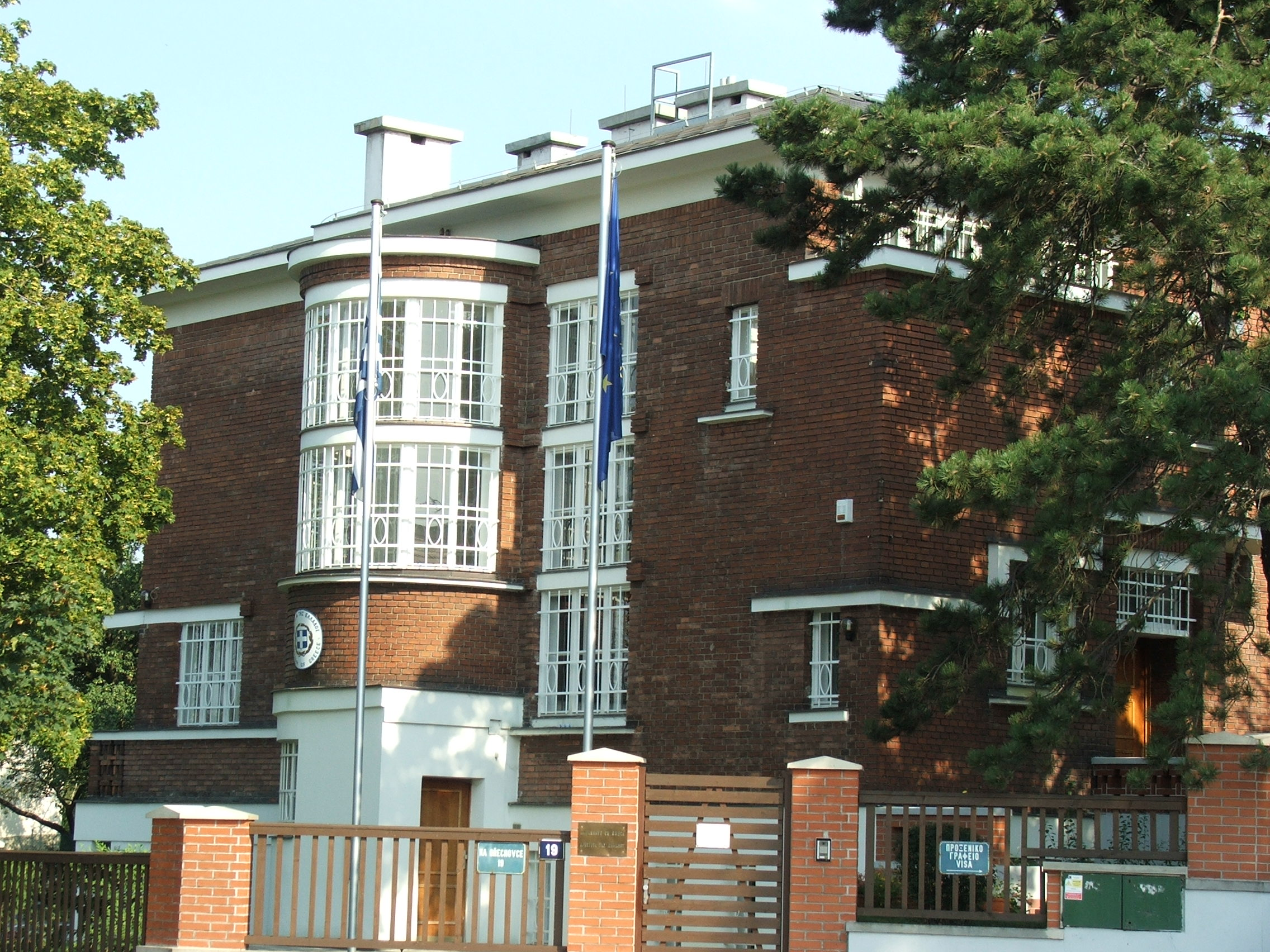
Посольство Греції, Прага

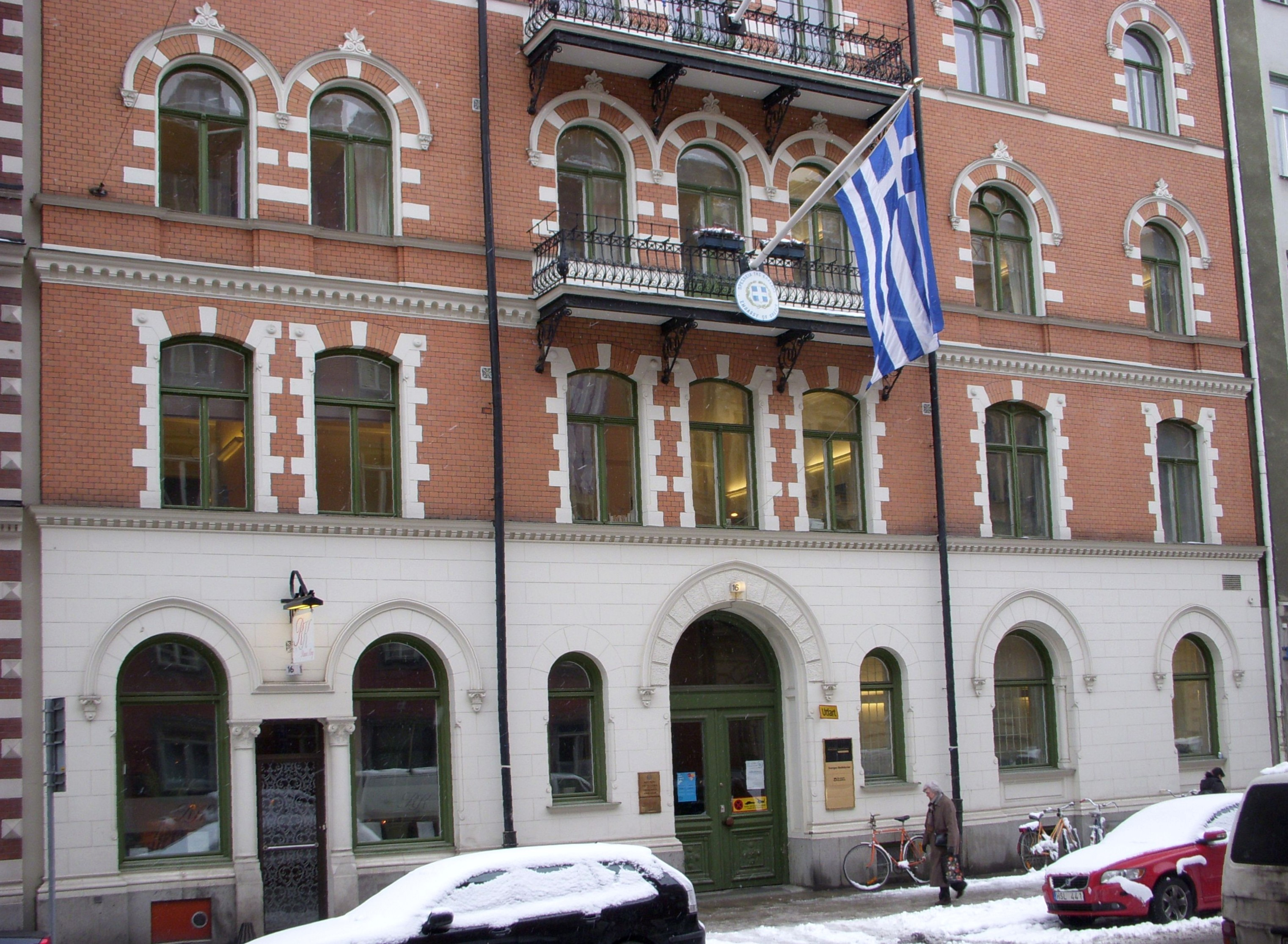
Посольство Греції, Стокгольм

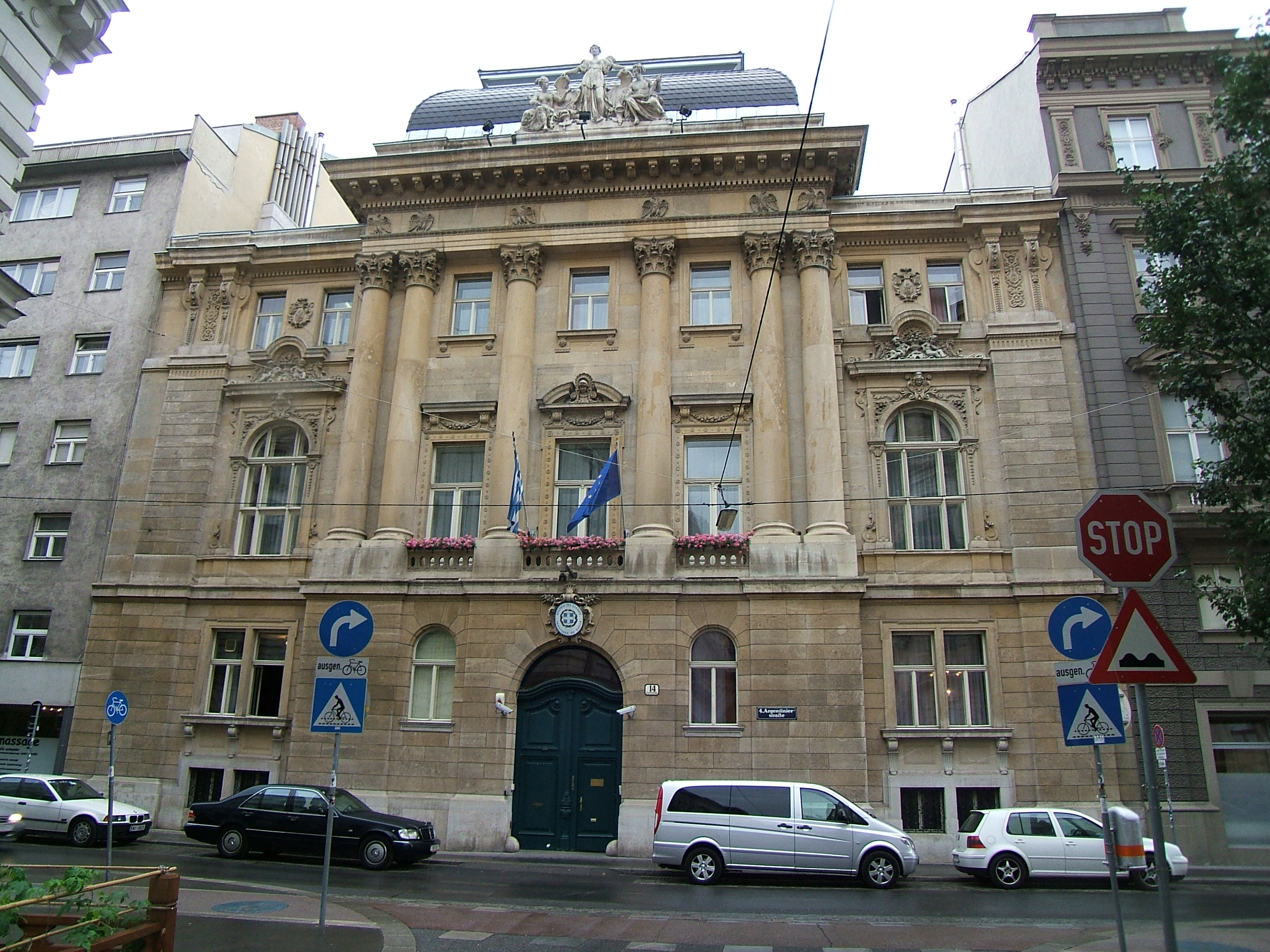
Посольство Греції, Відень

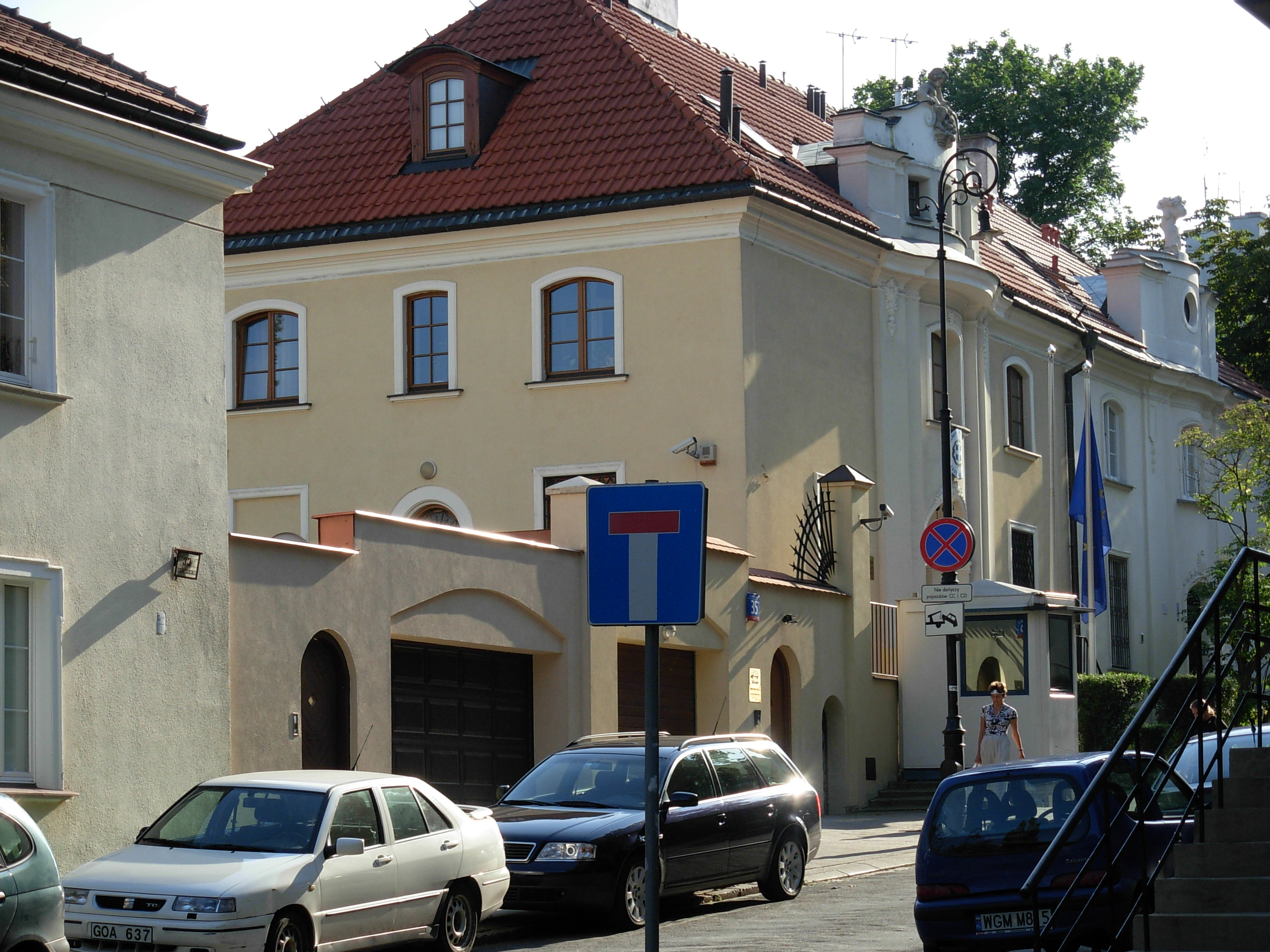
Посольство Греції, Варшава

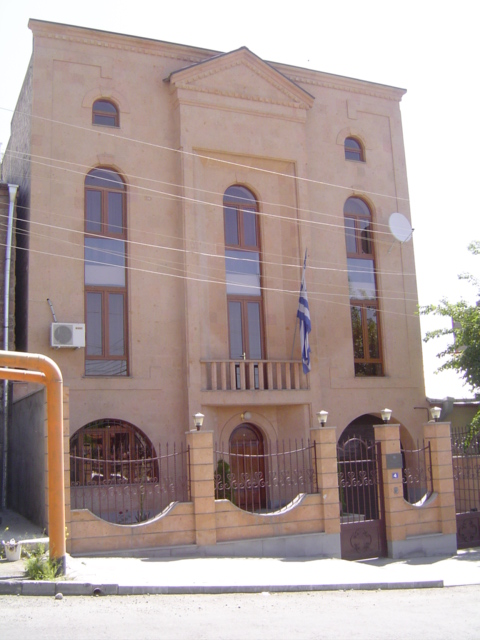
Посольство Греції, Єреван

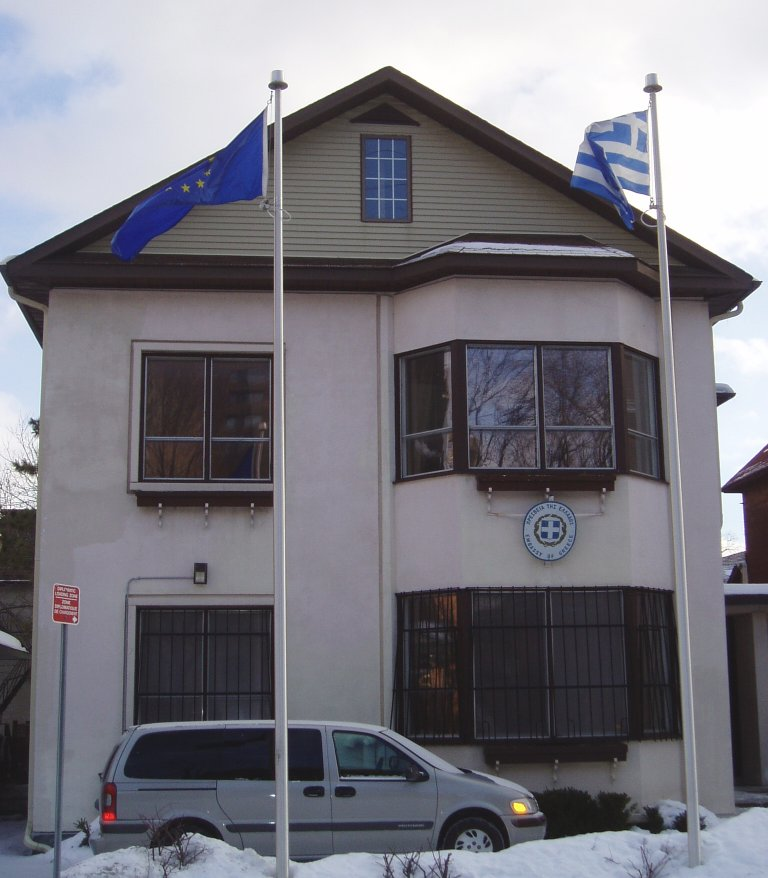
Посольство Греції, Оттава

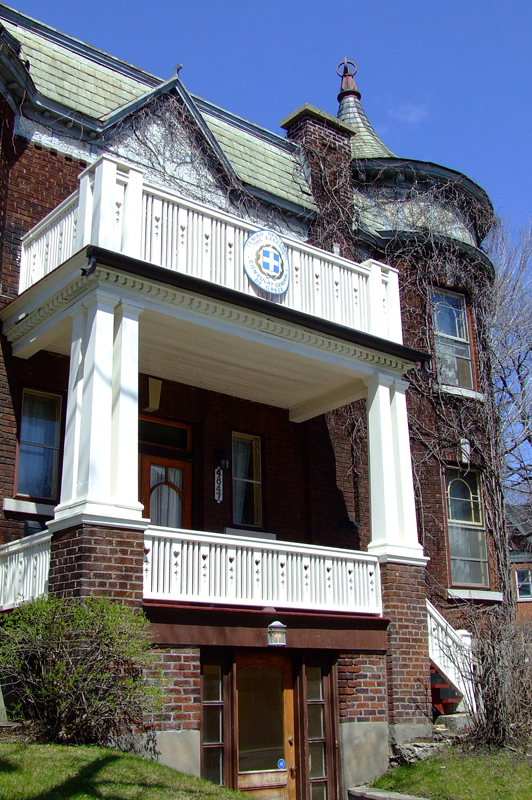
Генеральне консульство Греції, Монреаль

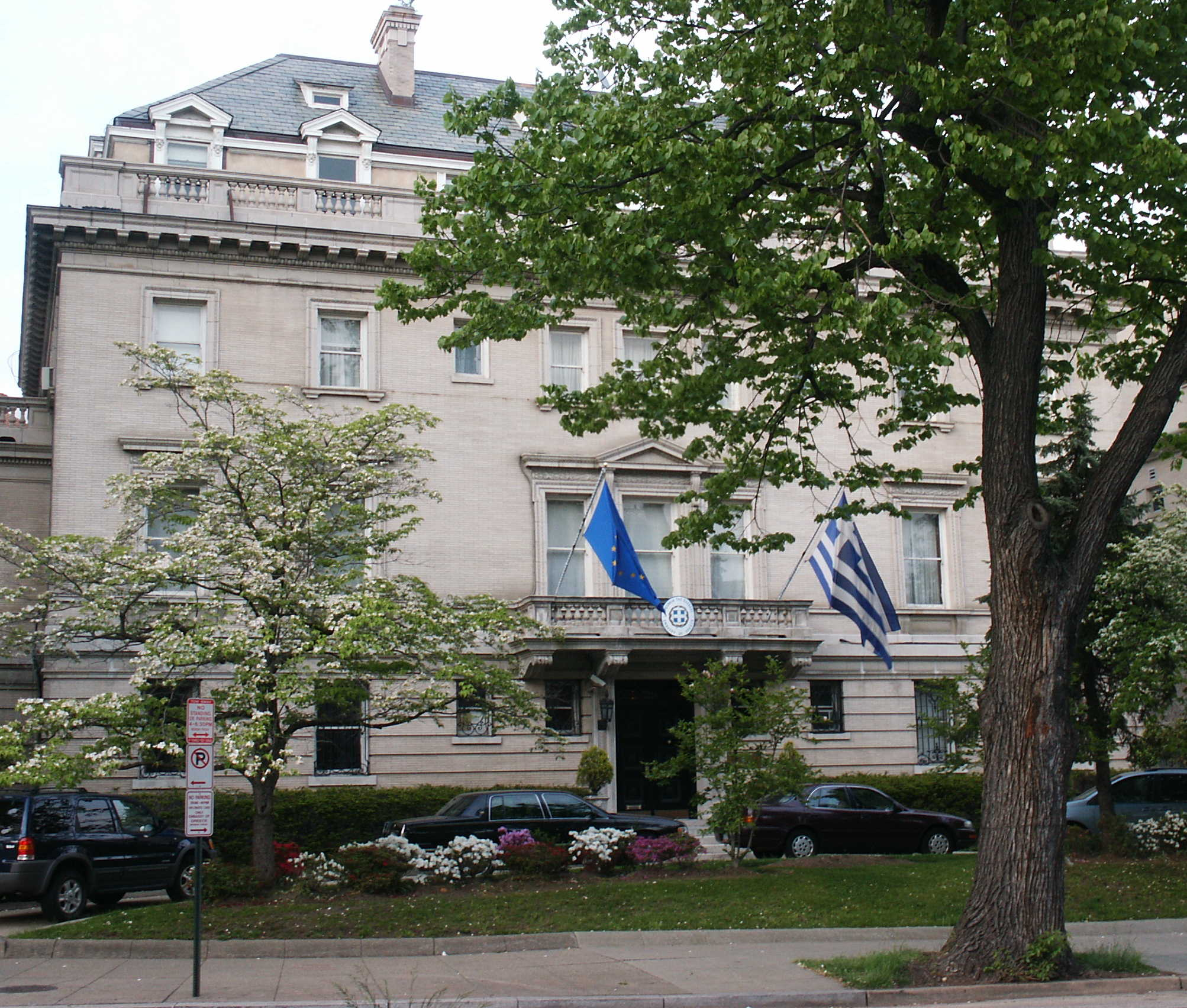
Посольство Греції, Вашингтон

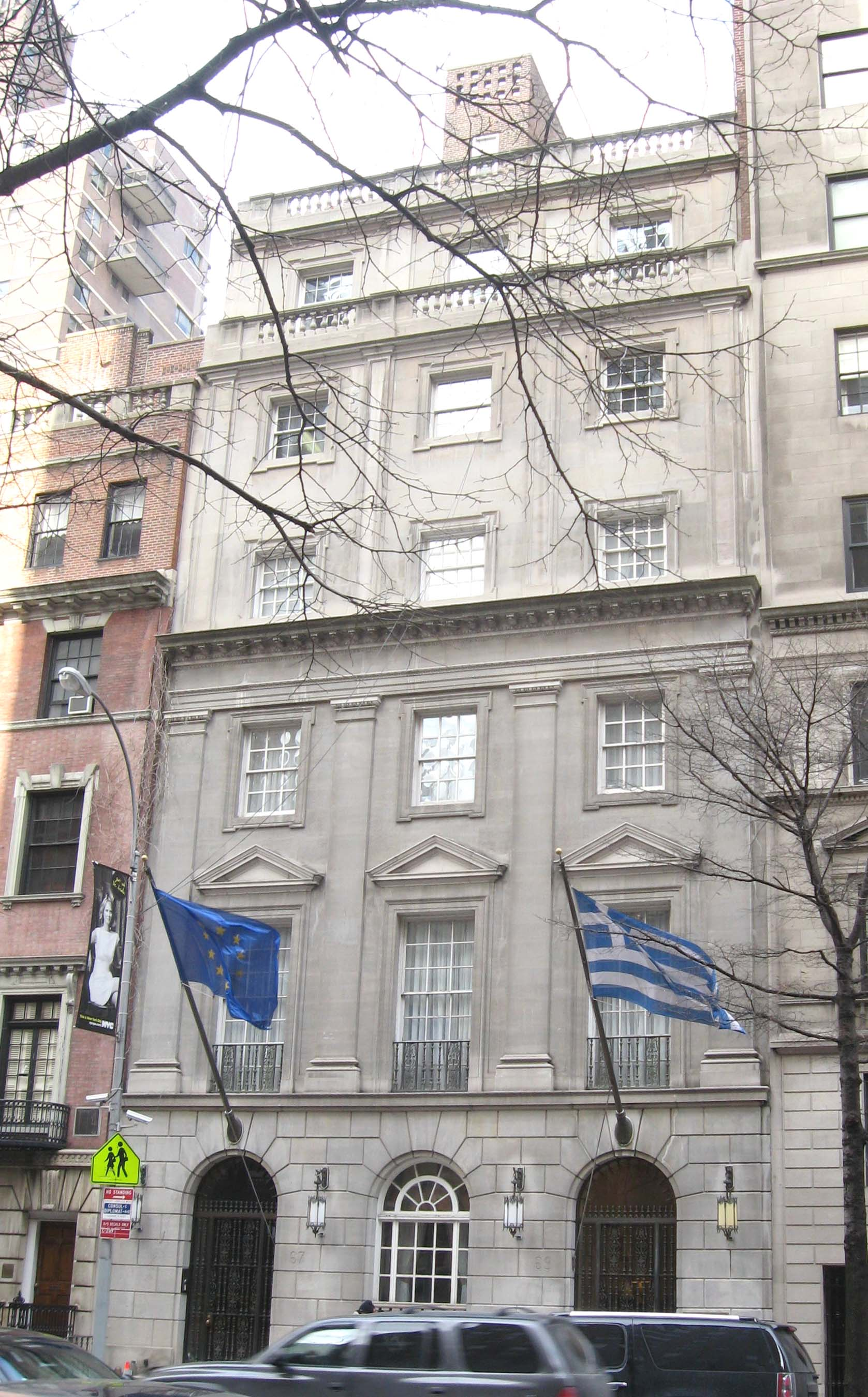
Генеральне консульство Греції, Нью-Йорк

Список дипломатичних місій Греції — перелік дипломатичних місій (посольств) і генеральних консульств Грецької Республіки в країнах світу.

## Європа
- Албанія
  - Тирана (посольство)
  - Гірокастра (генеральне консульство)
  - Корча (генеральне консульство)
- Австрія
  - Відень (посольство)
- Азербайджан
  - Баку (посольство)
- Бельгія
  - Брюссель (посольство)
- Боснія і Герцеговина
  - Сараєво (посольство)
- Болгарія
  - Софія (посольство)
  - Пловдив (генеральне консульство)
- Хорватія
  - Загреб (посольство)
- Чехія
  - Прага (посольство)
- Данія
  - Копенгаген (посольство)
- Естонія
  - Таллінн (посольство)
- Фінляндія
  - Гельсінки (посольство)
- Франція
  - Париж (посольство)
  - Марсель (генеральне консульство)
- Грузія
  - Тбілісі (посольство)
- Німеччина
  - Берлін (посольство)
  - Кельн (генеральне консульство)
  - Дюссельдорф (генеральне консульство)
  - Франкфурт (генеральне консульство)
  - Гамбург (генеральне консульство)
  - Ганновер (генеральне консульство)
  - Лейпциг (генеральне консульство)
  - Мюнхен (генеральне консульство)
  - Штутгарт (генеральне консульство)
- Ватикан
  - Ватикан (посольство)
- Угорщина
  - Будапешт (посольство)
- Ірландія
  - Дублін (посольство)
- Італія
  - Рим (посольство)
  - Мілан (генеральне консульство)
  - Неаполь (генеральне консульство)
  - Венеція (консульство)
- Латвія
  - Рига (посольство)
- Литва
  - Вільнюс (посольство)
- Люксембург
  - Люксембург (посольство)
- Північна Македонія
  - Скоп'є (офіс взаємодії)
  - Бітола (консульська установа)
- Мальта
  - Валетта (посольство)
- Чорногорія
  - Подгориця (посольство)
- Нідерланди
  - Гаага (посольство)
  - Роттердам (генеральне консульство)
- Норвегія
  - Осло (посольство)
- Польща
  - Варшава (посольство)
- Португалія
  - Лісабон (посольство)
- Румунія
  - Бухарест (посольство)
  - Констанца (генеральне консульство)
- Росія
  - Москва (посольство)
  - Санкт-Петербург (генеральне консульство)
  - Новоросійськ (генеральне консульство)
- Сербія
  - Белград (посольство)
  - Ніш (генеральне консульство)
  - Приштина (офіс взаємодії)
- Словаччина
  - Братислава (посольство)
- Словенія
  - Любляна (посольство)
- Іспанія
  - Мадрид (посольство)
  - Барселона (генеральне консульство)
- Швеція
  - Стокгольм (посольство)
- Швейцарія
  - Берн (посольство)
  - Женева (генеральне консульство)
- Україна
  - Київ (Посольство Греції в Україні)
  - Маріуполь (генеральне консульство)
  - Одеса (генеральне консульство)
- Велика Британія
  - Лондон (посольство)

## Північна Америка
- Канада
  - Оттава (посольство)
  - Монреаль (генеральне консульство)
  - Торонто (генеральне консульство)
  - Ванкувер (консульство)
- Куба
  - Гавана (посольство)
- Мексика
  - Мехіко (посольство)
- США
  - Вашингтон (посольство)
  - Бостон (генеральне консульство)
  - Чикаго (генеральне консульство)
  - Лос-Анджелес (генеральне консульство)
  - Нью-Йорк (генеральне консульство)
  - Сан-Франциско (генеральне консульство)
  - Тампа (генеральне консульство)
  - Атланта (консульство)
  - Х'юстон (консульство)

## Південна Америка
- Аргентина
  - Буенос-Айрес (посольство)
- Бразилія
  - Бразиліа (посольство)
  - Ріо-де-Жанейро (генеральне консульство)
  - Сан-Паулу (генеральне консульство)
- Чилі
  - Сантьяго (посольство)
- Перу
  - Ліма (посольство)
- Уругвай
  - Монтевідео (посольство)
- Венесуела
  - Каракас (посольство)

## Середній Схід
- Вірменія
  - Єреван (посольство)
- Кіпр
  - Нікосія (посольство)
- Іран
  - Тегеран (посольство)
- Ірак
  - Багдад (посольство)
- Ізраїль
  - Тель-Авів (посольство)
  - Єрусалим (генеральне консульство)
- Йорданія
  - Амман (посольство)
- Кувейт
  - Ель-Кувейт (посольство)
- Ліван
  - Бейрут (посольство)
- Катар
  - Доха (посольство)
- Саудівська Аравія
  - Ер-Ріяд (посольство)
  - Джидда (генеральне консульство)
- Сирія
  - Дамаск (посольство)
- Туреччина
  - Анкара (посольство)
  - Стамбул (генеральне консульство)
  - Едірне (консульство)
  - Ізмір (консульство)
- ОАЕ
  - Абу-Дабі (посольство)

## Африка
- Алжир
  - Алжир (посольство)
- Камерун
  - Яунде (посольство)
- Республіка Конго
  - Кіншаса (посольство)
- Єгипет
  - Каїр (посольство)
  - Александрія (генеральне консульство)
- Ефіопія
  - Аддис-Абеба (посольство)
- Кенія
  - Найробі (посольство)
- Лівія
  - Триполі (посольство)
- Марокко
  - Рабат (посольство)
- Нігерія
  - Абуджа (посольство)
- ПАР
  - Преторія (посольство)
  - Йоганнесбург (генеральне консульство)
  - Кейптаун (консульство)
  - Дурбан (консульство)
- Туніс
  - Туніс (посольство)
- Зімбабве
  - Хараре (посольство)

## Азія
- КНР
  - Пекін (посольство)
  - Гуанчжоу (генеральне консульство)
  - Гонконг (генеральне консульство)
  - Шанхай (генеральне консульство)
- Індія
  - Нью-Делі (посольство)
- Індонезія
  - Джакарта (посольство)
- Японія
  - Токіо (посольство)
- Казахстан
  - Алмати (посольство)
- Південна Корея
  - Сеул (посольство)
- Пакистан
  - Ісламабад (посольство)
- Філіппіни
  - Маніла (посольство)
- Таїланд
  - Бангкок (посольство)
- В'єтнам
  - Ханой (посольство)

## Океанія
- Австралія
  - Канберра (посольство)
  - Аделаїда (генеральне консульство)
  - Мельбурн (генеральне консульство)
  - Сідней (генеральне консульство)
  - Перт (консульство)
- Нова Зеландія
  - Веллінгтон (посольство)

## Міжнародні організації
- - Брюссель (постійне представництво Європейському Союзі і НАТО)
  - Женева (постійне представництво Організації Об'єднаних Націй і міжнародних організаціях)
  - Монреаль (постійне представництво ІКАО)
  - Нью-Йорк (постійне представництво в Організації Об'єднаних Націй)
  - Париж (постійне представництво ЮНЕСКО і ОЕСР)
  - Страсбург (постійне представництво в Раді Європи)
  - Відень (постійне представництво ОБСЄ)